# F 19 (sommergibile)
L’F 19 è stato un sommergibile della Regia Marina.

## Storia
Una volta operativo, fu destinato alla Flottiglia Sommergibili di Ancona, prendendo però base a Venezia.
Al comando del tenente di vascello Gaetano Sansone, effettuò 9 missioni belliche in acque costiere avversarie.
Il 15 novembre 1918 prese possesso di Umago.
Nel primo dopoguerra fu impiegato in aree non ancora smobilitate.
Fu poi trasferito al Comando Marittimo di Napoli, venendo impiegato nell'addestramento.
Posto in riserva nel 1928, fu radiato due anni più tardi ed avviato alla demolizione.